# BRIT Awards 2008
La XXVIII edizione dei BRIT Awards si tenne nel 2008 presso il Earls Court. Lo show venne condotto da Sharon Osbourne, Ozzy Osbourne, Kelly Osbourne e Jack Osbourne.

## Vincitori
- Cantante maschile britannico: Mark Ronson
- Cantante femminile britannica: Kate Nash
- Gruppo britannico: Arctic Monkeys
- MasterCard British album: Arctic Monkeys - "Favourite Worst Nightmare"
- Singolo britannico: Take That - "Shine"
- Rivelazione britannica: Mika
- British live act: Take That
- Cantante internazionale maschile: Kanye West
- Cantante internazionale femminile: Kylie Minogue
- Gruppo internazionale: Foo Fighters
- Album internazionale: Foo Fighters - "Echoes, Silence, Patience & Grace"
- Premio della critica: Adele
- Straordinario contributo alla musica: Paul McCartney